# Gradoli
Gradoli település Olaszországban, Viterbo megyében. Lakosainak száma 1249 fő (2023. január 1.). Gradoli Grotte di Castro, Onano, Valentano, Capodimonte és Latera községekkel határos.

## Népesség
A település népessége az elmúlt években az alábbi módon változott:
| Lakosok száma | 1480 | 1351 | 1348 | 1249 |
|               | 2008 | 2017 | 2018 | 2023 |